# Игњац Безендорфер
Игњац Безендорфер (Беч, 28. јул 1796 — Беч, 14. април 1859) био је аустријски музичар и произвођач клавира, који је 1828. основао компанију Безендорфер у Бечу - Јозефштату.

## Биографија
Син столара, студирао је на Академији ликовних уметности у Бечу и одрадио праксу код реномираног произвођача клавира Јозефа Бродмана (1763–1848), чију је радионицу преузео 1828. године. Концесију за своје пословање добио је од бечке Градске управе 28. јула, 1828. године, што се обично сматра датумом оснивања компаније Безендорфер. Његов подухват се брзо проширио, пошто су клавири постали све популарнији статусни симбол за кућне концерте које су одржавали племство и богата буржоазија Аустријског царства.
Игњац Безендорфер је могао да комбинује своје занатске вештине и искуство са великом музичком стручношћу. Његови клавири су били на високој репутацији, дизајн "Виена механике" је помогао да се обезбеди снажан и жив звук. Његов близак однос са Францом Листом, који је својим китњастим свирањем захтевао највише стандарде израде клавира, обезбедио је успех његових креација. Године 1839. добио је награду од стране цара Фердинанда I од Аустрије. Након његове смрти, компанију је преузео његов син Лудвиг Безендорфер.